# Luis García Gallo
Luis García Gallo, detto Coq (Toro, 8 giugno 1907 – Barcellona, 21 settembre 2001), è stato un fumettista spagnolo.
Studiò a Bilbao. I suoi primi anni di lavoro come artista sono in Spagna e sono uniti alla sua attività politica nella "Confederación Nacional del Trabajo" CNT  come, ad esempio, le illustrazioni per la pubblicazione di "Vida y Muerte de Ramón Acín", dell'autore anarchico Felipe Alaiz pubblicata nel 1937 a Barcellona  o le caricature del "generalissimo" Francisco Franco sul quotidiano La Tierra. Dopo la guerra trascorse del tempo in campi di concentramento in Francia, dove assunse il soprannome "Coq" (gallo) e vi rimase in esilio fino al 1973. Inizialmente svolse lavori come il boscaiolo a Varilhes, poi a Parigi tornò al suo lavoro di fumettista e illustratore per l'editore Jours de France. Lavorò molto in Francia come disegnatore, e la sua produzione si è maggiormente concentrata in strisce umoristiche per alcuni periodici (Paris-Presse L'Intransigeant, France-Soir). Ha anche affrontato storie più complesse a carattere erotico con sfondo sadomaso come La segretaria o La vita di Flora.